# إشعاع غير مؤين

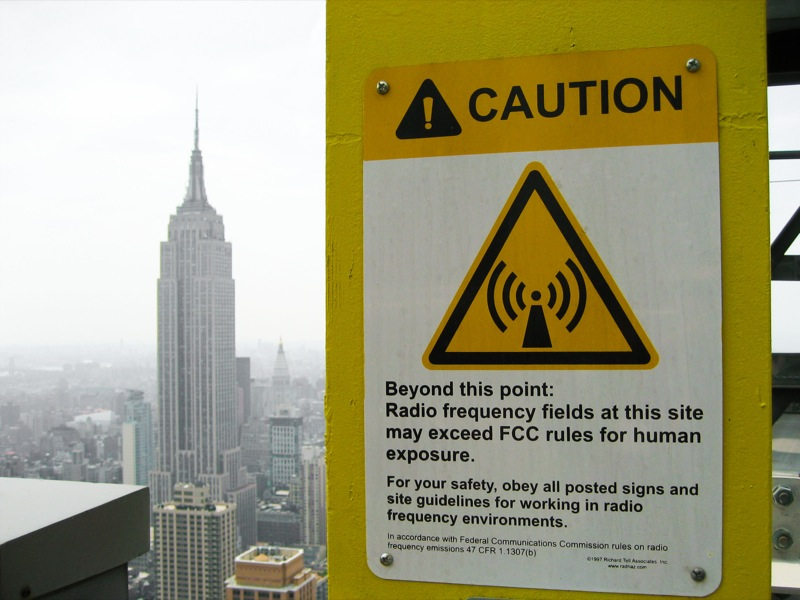

الإشعاعات غير مؤينة للوسط الذي تمر فيه . منها أشعة الضوء والأشعة الكهرومغناطيسية ذات الطاقة المنخفضة (تحت 1 eV) ، مثل أشعة أو موجات الراديو وأشعة الميكروويف . هذه الأنواع من الأشعة لا تحمل طاقة تستطيع تأيين ذرات الوسط الذي تمر فيه.
والاشعاعات غير المؤينة لا تضر بمعظمها على عكس الاشعاعات المؤينة.

## اقرأ أيضًا
- إشعاع مؤين
- جسيمات أولية
- بوزيترون